# Sarajevo Spartans 2016
Questa voce raccoglie le informazioni riguardanti i Sarajevo Spartans nelle competizioni ufficiali della stagione 2016.

## CEFL 2016

### Stagione regolare
| 2 aprile 2016 | Sarajevo Spartans | 20 – 34 | Alp Devils |  |

| 9 aprile 2016 | Zagreb Patriots | 38 – 9 | Sarajevo Spartans |  |

| 23 aprile 2016 | Sarajevo Spartans | 30 – 20 | Domžale Tigers |  |

| 7 maggio 2016 | Alp Devils | 7 – 13 | Sarajevo Spartans |  |

| 14 maggio 2016 | Sarajevo Spartans | 12 – 26 | Zagreb Patriots |  |

| 28 maggio 2016 | Domžale Tigers | 29 – 38 | Sarajevo Spartans |  |

## Statistiche di squadra
| Competizione      | %Vittorie | In casa | In casa | In casa | In casa | In casa | In casa | In trasferta | In trasferta | In trasferta | In trasferta | In trasferta | In trasferta | Totale | Totale | Totale | Totale | Totale | Totale |
| Competizione      | %Vittorie | G       | V       | N       | P       | Pf      | Ps      | G            | V            | N            | P            | Pf           | Ps           | G      | V      | N      | P      | Pf     | Ps     |
| ----------------- | --------- | ------- | ------- | ------- | ------- | ------- | ------- | ------------ | ------------ | ------------ | ------------ | ------------ | ------------ | ------ | ------ | ------ | ------ | ------ | ------ |
| Stagione regolare | .500      | 3       | 1       | 0       | 2       | 62      | 80      | 3            | 2            | 0            | 1            | 60           | 74           | 6      | 3      | 0      | 3      | 122    | 154    |
| Totale            | .500      | 3       | 1       | 0       | 2       | 62      | 80      | 3            | 2            | 0            | 1            | 60           | 74           | 6      | 3      | 0      | 3      | 122    | 154    |